# Гул Мухамед
Гул Мухамед (хинд. गुल मोहम्मद; Њу Делхи, 15. фебруар 1957 — Њу Делхи, 1. октобар 1997) био је мушкарац из Њу Делхија који је према Гинисовој књизи рекорда био најмањи човек до 2011. када је његов рекорд оборио Непалац Чандра Бахадур Данги.
Дана 19. јула 1990. је прегледан и његова висина је тада била 57 центиметара, а маса 17 килограма. Умро је 1. октобра 1997. после дуге борбе са бронхитисом и астмом. Узрок тих болести било је то што је цео живот пушио пуно цигарета.